# Paul Haghedooren
Paul Haghedooren (Courtrai, 11 ottobre 1959 – Heist-aan-Zee, 9 novembre 1997) è stato un ciclista su strada belga.
Professionista dal 1982 al 1995, fu campione nazionale nella prova in linea nel 1985 battendo Claude Criquielion e Rudy Dhaenens. Fu terzo alla Freccia Vallone del 1984 e conseguì podi in alcune semi-classiche belghe fra cui Freccia del Brabante (secondo nel 1992, terzo nel 1984), Binche-Tournai-Binche (secondo nel 1987, terzo nel 1992 e 1993) e Grand Prix d'Isbergues (terzo nel 1993).

## Carriera
Si mise in mostra sin da dilettante raccogliendo diverse affermazioni e concludendo al terzo posto il Giro della Valle d'Aosta.
Appena passato professionista raccolse raggiunse alcuni fra i risultati più significativi della sua carriera salendo sul podio alla Freccia Vallone, al Grand Prix de Fourmies ed al Deutschland Rundfahrt. L'anno successivo chiuse al sesto posto il Giro delle Fiandre e settimo alla Parigi-Nizza, prese parte al suo primo Tour de France e venne convocato per i campionati del mondo 1983 che però non concluse.
Colse le prime affermazioni da professionista nel 1985: i campionati nazionali in linea ed il Grand Prix Pino Cerami. Venne nuovamente convocato nella Nazionale belga per i campionati del mondo, riuscendo questa volta a concludere la manifestazione.
Negli successivi prese parte alle più importanti corse in linea del panorama mondiale, oltre che al Tour de France e alla Vuelta a España. Nel 1988 durante il Tour du Limousin gli venne riscontrato un aumento di testosterone, ma non gli vennero comminate sanzioni perché ritenuto naturale. La sua morte, avvenuta tre anni dopo la fine della attività professionistica per un attacco di cuore, fece tuttavia sospettare che fosse legata all'uso di sostanze dopanti assunte nel corso della sua carriera.

## Palmarès
- 1980 (Dilettanti, una vittoria)

Circuit du Hainaut
- 1981 (Dilettanti, cinque vittorie)

Omloop van de Grensstreek
Gent-Wervik
6ª tappa Étoile du sud
3ª tappa, 1ª semitappa Ronde van West-Vlaanderen (Veurne > Waregem)
3ª tappa, 2ª semitappa Ronde van West-Vlaanderen (Waregem > Waregem, cronometro)
- 1985 (Lotto, due vittorie)

Campionati belgi, Prova in linea
Grand Prix Pino Cerami
- 1987 (Sigma, due vittorie)

Grand Prix Raymond Impanis
4ª tappa Tour of Britain (Birmingham > Cardiff)
- 1991 (SEFB, due vittorie)

3ª tappa Quatre Jours de Dunkerque (Béthune > Laon)
2ª tappa Parigi-Bourges (Étampes > Bourges)
- 1992 (Coolstrop, una vittoria)

Nationale Sluitingsprijs
- 1993 (Coolstrop, una vittoria)

5ª tappa Quatre Jours de Dunkerque (Lilla > Casel)
- 1995 (Dilettanti, una vittoria)

3ª tappa Tour de la Province de Namur (Saint-Hubert > Doishe)
- 1996 (Dilettanti, una vittoria)

1ª tappa Triptyque des Monts et Châteaux
- 1997 (Dilettanti, una vittoria)

Provinciaal Kampioenschap West-Vlaanderen

### Altri successi
- 1985 (Lotto, una vittoria)

Kermesse di Hasselt-Spalbeek
- 1987 (Sigma, una vittoria)

Kermesse di Destelbergen
- 1988

Kermesse di Oostrozebeke
- 1990 (Histor-Sigma, una vittoria)

Kermesse di Laarne

## Piazzamenti

### Grandi Giri
- Tour de France

1983: 49º
1984: 26º
1985: 33º
1986: 67º
1990: 106º
- Vuelta a España

1988: 34º
1992: 78º

### Classiche monumento
- Milano-Sanremo

1984: 23º
1986: 46º
1988: 19º
1989: 36º
- Giro delle Fiandre

1982: 17º
1983: 6º
1984: 19º
1985: 22º
1987: 53º
1988: 12º
1991: 44º
1992: 102º
1993: 35º
- Parigi-Roubaix

1982: 16º
1984: 22º
1986: 11º
1991: 20º
- Liegi-Bastogne-Liegi

1983: 18º
1987: 50º
1990: 47
1991: 74º
1993: 71º
- Giro di Lombardia

982: 31º

### Competizioni mondiali
- Campionati del mondo

Altenrhein 1983 - In linea: ritirato
Giavera del Montello 1985 - In linea: 36º